# Список умерших в 1117 году
В этой статье представлен список известных людей, умерших в 1117 году.
См. также: Категория:Умершие в 1117 году

## Январь
- 31 января — Отберт — епископ Льежа (с 1091).

## Февраль
- 14 февраля — Бертрада де Монфор — графиня-консорт Анжуйская (1089—1092), жена Фулька IV Ле Решен, королева Франции, (1092—1104/1108), жена Филиппа I.

## Май
- 2 мая — Джованни ди Субиако — кардинал-дьякон Санта-Мария-ин-Домника (1008—1012)

## Июль
- 15 июля — Ансельм Лаонский — французский богослов, весьма авторитетный представитель ранней схоластики.

## Декабрь
- 6 декабря — Добрыня — новгородский посадник (до 1117 года)
- 9 декабря — Гертруда Брауншвейгская, графиня-консорт Кетленбургская (? —1085), жена графа Дитриха II, регент при своём сыне Дитрихе III с 1085 года, маркграфиня-консорт Фризии (?—1101), жена Генриха Толстого, мать Рихензы Нортхеймкой, маркграфиня-консорт мейсенская (1101/1102 — 1103), жена Генриха I

## Дата неизвестна или требует уточнения
- Аепа Осенев — половецкий хан.
- Бернар I — граф Берга (Бернат II) и Сердани (с 1109).
- Гербранд Д’Иерж[англ.] — сеньор Йержа, отец Манассе Иержа
- Диармайт мак Энда — король Дублина и Лейнстера из династии Уи Хеннселайг (1115—1117).
- Дитрих I/III — граф Клеве примерно с 1092 года.
- Гилберт Кристин — аббат Вестминстерского аббатства (1085—1117), христианский богослов
- Данхья Зичун[англ.] — буддистский монах, патриарх школы Дзэн
- Орделаффо Фальер — венецианский дож (1102—1117). Погиб в сражении с венграми.
- Педро Ансурес — испанский граф, основатель Вальядолида
- Рангхильда Шведская — королева-консорт Швеции (1105—1117), жена короля Инге II Младшего, святая римско-католической церкви.
- Фарициус[англ.] — бенедиктинский аббат Абингдона, врач и писатель.